# Confidence Man
Confidence Man est un groupe électro pop de Brisbane formé en 2016. 

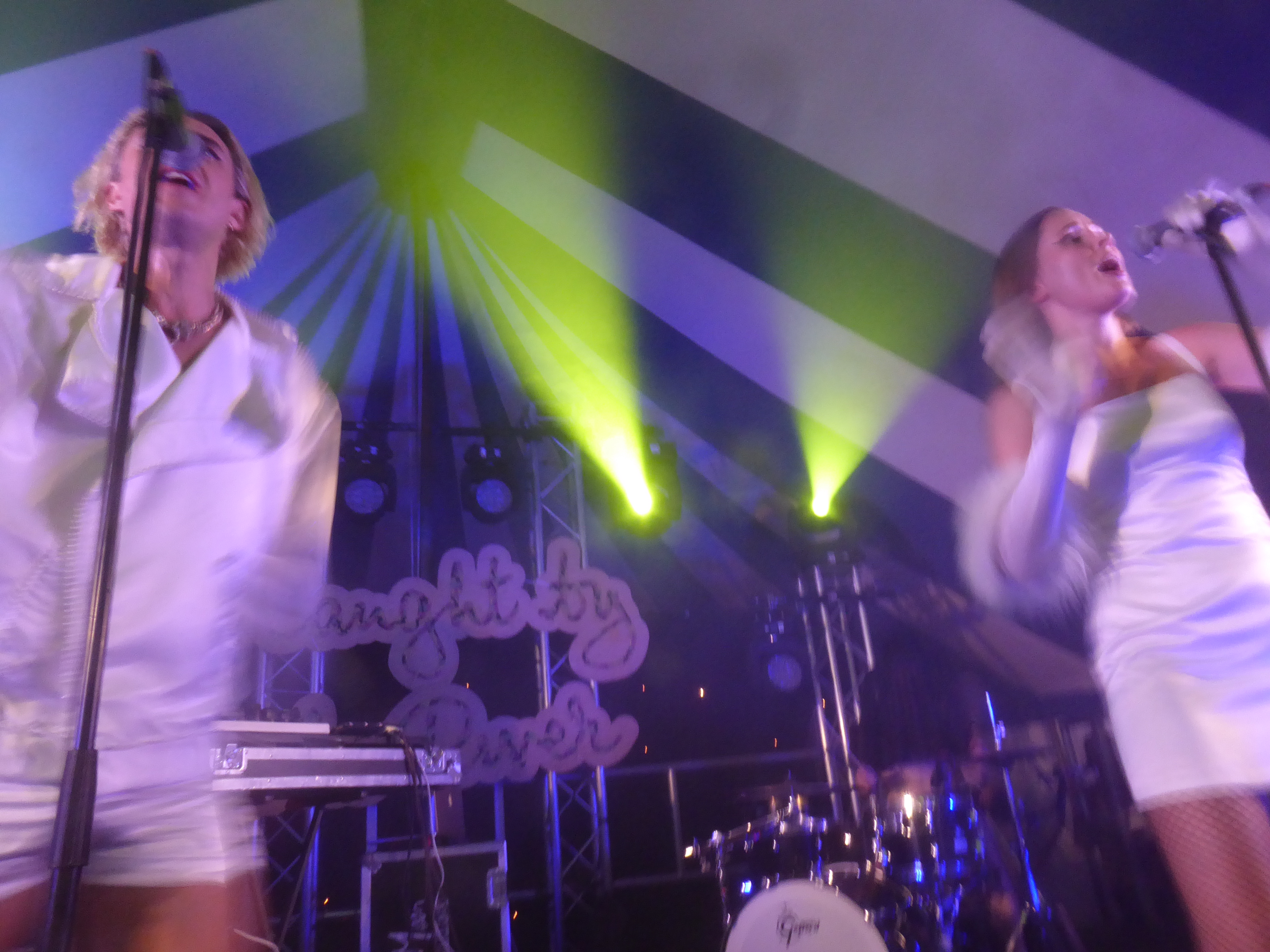
Concert au festival de Port Eliot en 2018.

Le quatuor se compose de membres d'autres groupes australiens, notamment : The Belligerents, Moses Gunn Collective et The Jungle Giants (en). Ils ont sorti leur premier album Confident Music For Confident People le 13 avril 2018.

## Discographie

### Albums studio
| Titre                                | Détails |
| ------------------------------------ | --- |
| Confident Music For Confident People | - Sortie : 13 avril 2018 - Label : Heavenly Recordings - Format : CD, vinyle, téléchargement, streaming                      |
| Tilt                                 | - Sortie : 1er avril 2022 - Label : Heavenly Recordings / Play It Again Sam - Format : CD, vinyle, téléchargement, streaming |
| 3AM (La, La, La)                     | - Sortie : 18 octobre 2024 - Label : Polydor Records - Format : CD, vinyle, téléchargement, streaming                        |

### Singles
| Titre                        | Année | Album                                |
| ---------------------------- | ----- | ------------------------------------ |
| Boyfriend (Repeat)           | 2017  | Confident Music For Confident People |
| Bubblegum                    | 2017  | Confident Music For Confident People |
| Better Sit Down Boy          | 2017  | Confident Music For Confident People |
| Don't You Know I'm In A Band | 2018  | Confident Music For Confident People |
| Out The Window               | 2018  | Confident Music For Confident People |
| Does It Make You Feel Good?  | 2019  | N/A                                  |

## Concerts et apparitions

### Festivals

#### 2018
- Festival Les Escales https://www.festival-les-escales.com/artistes/confidence-man/ 28-07-2018
- Rock en Seine[1]

### Jeux vidéo
- FIFA 19 - Out The Window[2]

### Publicité
- Publicité télévisuelle de l' iPhone XS - Catch my Breath[3]